# Infin che 'l mar fu sovra noi richiuso

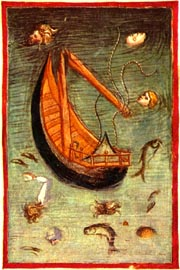
Anonimo fiorentino
Il naufragio della nave di Ulisse (1390-1400)

infin che 'l mar fu sovra noi richiuso è l'ultimo verso (v.142) del XXVI canto dell'Inferno della Divina Commedia di Dante Alighieri. Descrive l'ultimo atto del folle volo di Ulisse di fronte alla montagna del Purgatorio, così come egli lo narra a Virgilio e Dante: "... sembra scritto sopra una lapide funeraria" (Momigliano).

Ulisse e i suoi compagni sono giunti in viaggio per mare fin dove la ragione umana ha potuto condurli, ma il Dio che essi non hanno conosciuto non può permettere (... com'altrui piacque, v.141) che essi penetrino nella conoscenza di un mondo che appartiene alla sfera della sua rivelazione. Il naufragio nell'ignoto di quel mare è il segno dei limiti invalicabili della conoscenza soltanto umana.
Il passo viene ripreso da Primo Levi in Se questo è un uomo, nel capitolo Il canto di Ulisse; dopo che ha cercato di tradurre all'amico francese Jean Pikolo alcuni passi del canto di Ulisse, Levi rivive la chiusa del canto (mentre è in fila per la zuppa) come metafora dell'esperienza che sta scontando nel lager.
Infin che 'l mar fu sovra noi rinchiuso.»